# Thecophora caenovala
Thecophora caenovala är en tvåvingeart som först beskrevs av Krober 1916.  Thecophora caenovala ingår i släktet Thecophora och familjen stekelflugor.
Artens utbredningsområde är Taiwan. Inga underarter finns listade i Catalogue of Life.